# Alexander Bruce (6e Lord Balfour de Burleigh)
Pour les articles homonymes, voir Alexander Bruce et Bruce.
Alexander Hugh Bruce, 6e Lord Balfour de Burleigh, (13 janvier 1849 - 6 juillet 1921) est un homme politique unioniste écossais, banquier et homme d'État, qui joue un rôle de premier plan dans les affaires de l'Église d'Écosse. Il est Secrétaire d'État pour l'Écosse entre 1895 et 1903. 

## Jeunesse
Fils de Robert Bruce, député conservateur de Clackmannan, il est né à Kennet et fait ses études à l'école Loretto, Eton et Oriel College d'Oxford. En 1868, quatre ans après sa mort, la revendication de la pairie de Robert Bruce est reconnue par la Chambre des lords, et son fils devient le sixième lord Balfour de Burleigh à la suite de l'attribution du titre par la loi du Parlement en 1869. 

## Carrière politique
En 1876, il est élu pair écossais. Six ans plus tard, il est nommé commissaire à l'éducation pour l'Écosse et, en 1887, il entre dans le gouvernement de Lord Salisbury en tant que Lord-in-waiting. L'année suivante, il est secrétaire parlementaire de la Chambre de commerce, poste qu'il occupe jusqu'à ce que les libéraux reviennent au pouvoir en 1892, et pendant trois ans, il préside la London Water Supply Commission jusqu'à son retour au gouvernement en tant que Secrétaire d'État pour l'Écosse en 1895. Nommé chevalier du chardon en 1901, Balfour démissionne de ses fonctions deux ans plus tard lors de la scission qui se produit au sein du Parti conservateur et unioniste au sujet de la campagne de Joseph Chamberlain pour la réforme tarifaire, campagne à laquelle il s'oppose. 
Balfour est gouverneur de la Bank of Scotland de 1904 à 1921. 
Il est nommé Lord Recteur de l'Université d'Édimbourg (1896–1899) et élu chancelier de l'Université St Andrews en 1900, poste qu'il occupe jusqu'à sa mort. Figure active dans l'Église d'Écosse, il est président de la Conférence missionnaire mondiale tenue à Édimbourg en 1910 et est un négociateur important dans les discussions sur l'union des Églises en Écosse qui aboutissent dans les années 1920. En 1916, il est nommé président du Comité de la politique commerciale et industrielle par Lloyd George et les économistes du Cabinet en reconnaissance de ses compétences en matière de libre-échange. En 1917, il est nommé responsable du Carnegie trust pour les universités d'Écosse. Il est devenu Lord Warden of the Stannaries de Cornouailles et membre du Conseil du Prince de Galles en 1908. 

## Honneurs
En juin 1901, il reçoit le doctorat honorifique en droit (DLL) de l'Université de Glasgow, et plus tard la même année, il reçoit la citoyenneté de la ville de Glasgow "pour ses services dans la législation de facilitation pour la ville". En mai suivant, il est à Carnavon pour recevoir le diplôme honorifique LL. D. (Legum Doctor) de l'Université du pays de Galles lors de la cérémonie pour installer le Prince de Galles (plus tard le roi George V) comme chancelier de cette université. En juillet 1902, il reçoit la citoyenneté de la ville de St Andrews ", en témoignage de ses grands services à la nation écossaise à bien des égards, et surtout des capacités remarquables avec lesquelles il s'est acquitté des lourdes fonctions de secrétaire pour l'Écosse, et le profond intérêt qu'il a manifesté pour la cause de l'éducation et pour la promotion du bien-être du pays. ″
Il est nommé chevalier du chardon (KT) en mars 1901 et investi par Édouard VII à Marlborough House le 18 mars 1901. Il est nommé chevalier de l'Ordre de Saint-Michel et Saint-Georges en 1911 et chevalier de l'Ordre royal de Victoria en 1917. 

## Histoire du presbytérianisme
Balfour écrit An Historical Account of the Rise and Development of Presbyterianism in Scotland, publié en 1911 par la Cambridge University Press dans le cadre de sa série de manuels de Cambridge sur la science et la littérature . 

## Famille
Il épouse Katherine Eliza, la plus jeune fille de George Hamilton-Gordon (5e comte d'Aberdeen), en 1876. Ils ont deux fils et trois filles. Son fils aîné, Robert Bruce, maître de Burleigh, est tué pendant la Première Guerre mondiale. Après sa mort, son héritier est son deuxième fils, George John Gordon Bruce, 7e Lord Balfour de Burleigh (1883-1967). Sa fille aînée, Mary Bruce, épouse John Augustus Hope, 16e baronnet Hope de Craighall. 
Lord Burleigh de Balfour est décédé à Cadogan Square, Londres, en juillet 1921, à l'âge de 72 ans. Il est enterré dans Clackmannan Churchyard. Lady Balfour de Burleigh est décédée en février 1931, à l'âge de 78 ans. 